# Siggiricus
Siggiricus war ein germanischer Metallhandwerker des Frühmittelalters, der im späten 6./frühen 7. Jahrhundert tätig war, möglicherweise im merowingischen Burgund.
Er ist einzig durch seine Herstellerinschrift SIGGIRICUS FECIT auf einer merowingerzeitlichen Gürtelschnalle (Reliquiarschnalle) aus Messing mit christlichen Darstellungen bekannt, die in Gondorf (Mosel) gefunden wurde. Diese stammt wahrscheinlich aus Burgund, von wo auch noch mehrere weitere Schnallen mit Herstellerinschriften bekannt sind.